# Quamtana oku
Quamtana oku is een spinnensoort uit de familie trilspinnen (Pholcidae). De soort komt voor in Kameroen. 